# GoLibrary

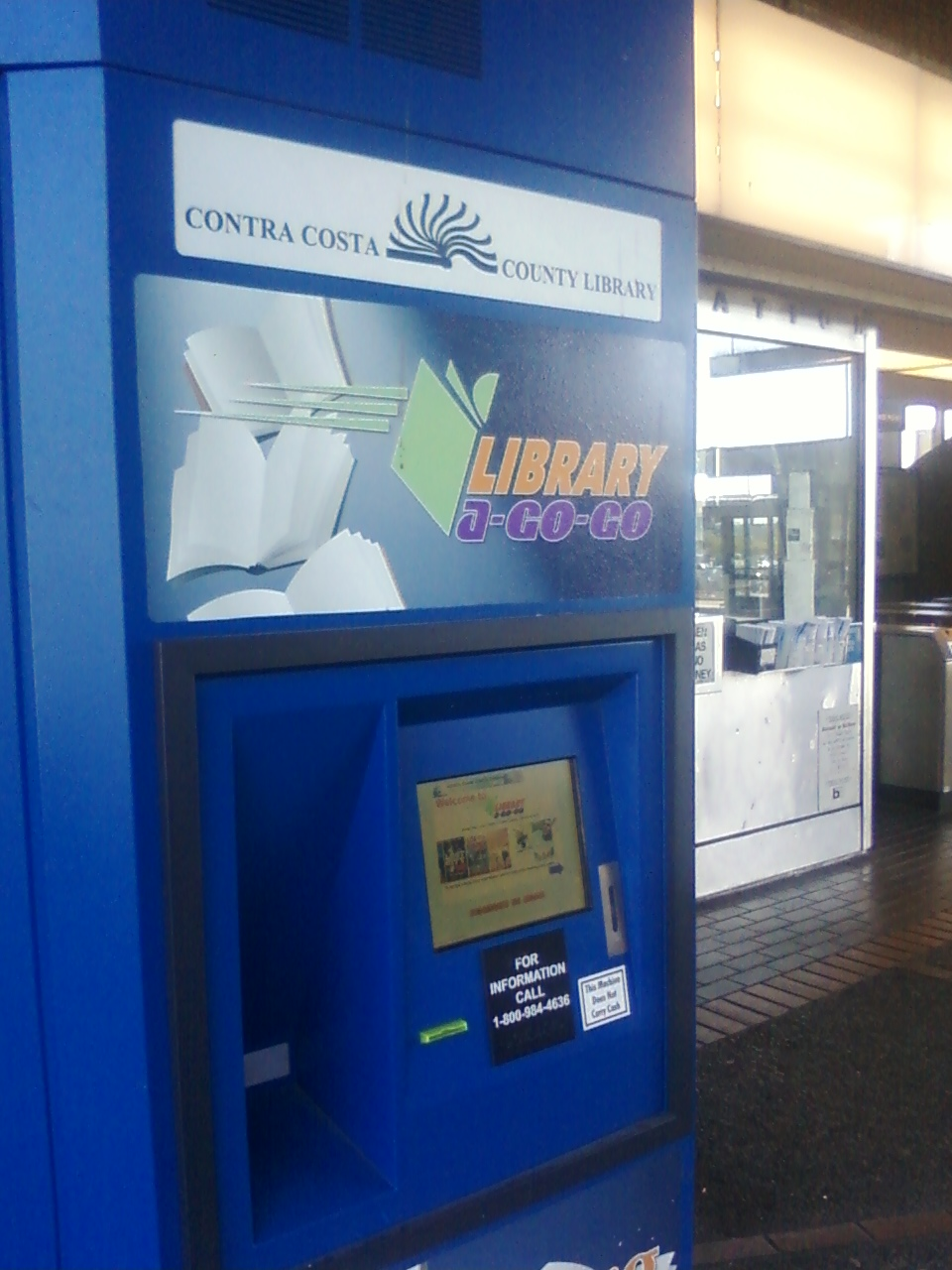
Un aparell en l'estació El Cerrito del Norte a El Cerrito (Califòrnia).

Library-a-Go-Go o GoLibrary (significant Biblioteca-Som-hi en anglès; del suec: bokomaten literalment: màquinallibres) és una màquina expenedora utilitzada per biblioteques a Suècia i l'estat Americà de Califòrnia. La Biblioteca del Comtat de Contra Costa va ser el primer lloc on es van introduir aquestes noves màquines als EUA. Les expenedores van ser desenvolupades per la companyia sueca Distec i s'usen en el sistema de Metro de San Francisco.